# Madonna (voornaam)
Madonna is een voornaam die gegeven wordt aan een meisje. De naam betekent mijn vrouwe en is meestal een verwijzing naar Moeder Maria, de moeder van Jezus Christus.
Madonna is een Italiaanse naam, maar het is niet gebruikelijk om deze naam te geven in Italië. In het begin van de twintigste eeuw groeide de populariteit in de Verenigde Staten, mogelijk door de komst van Italiaanse immigranten. Het hoogtepunt lang rond 1930. Een bekende naamdrager is de zangeres Madonna.
In Nederland is de naam niet populair. Zowel in 2010 als in 2011 werd de naam slechts één keer gegeven aan een meisje.